# Franz Stärfl

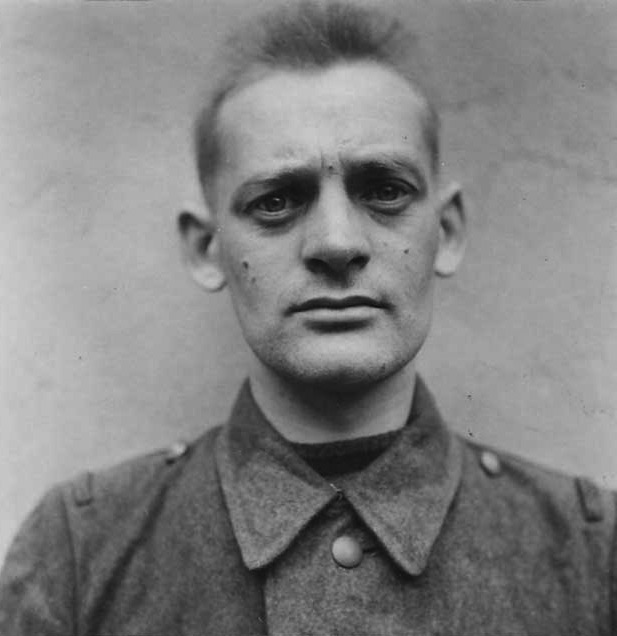
Franz Stärfl im August 1945

Franz Stärfl alias Xaver Stärfel alias Franz Stofel (* 5. Oktober 1915 in Hamburg; † 13. Dezember 1945 in Hameln) war ein deutscher SS-Hauptscharführer und Lagerführer im KZ-Außenlager Kleinbodungen des KZ Mittelbau.

## Leben
Stärfl war von Oktober 1934 bis 1935 Angehöriger der Reichswehr. Die Gelegenheit Berufssoldat zu werden, bot nach seinem Dafürhalten die SS, der er zum 1. April 1936 beitrat (SS-Nummer 281.620). In der Folge wurde er der Wachmannschaft (SS-Totenkopfstandarte) des KZ Dachau zugeteilt. Von März 1939 bis zum Januar 1944 war Stärfl direkt im Lagerbereich des KZ Dachau eingesetzt, wo er unter anderem kleine Arbeitskommandos leitete. Mitte Januar 1944 wurde er in das KZ Dora-Mittelbau versetzt und war ab August 1944 als Kommandoführer zum Aufbau eines Außenlagers in Kleinbodungen tätig. Zum 1. April 1944 wurde er zum Hauptscharführer befördert.
Vom 3. Oktober 1944 bis Anfang April 1945 war er Lagerführer des Außenlagers Kleinbodungen. Dieses Außenlager umfasste etwa 620 Häftlinge, die in einem Raketenreparaturwerk für die Boden-Boden-Rakete A4 (besser bekannt als V2) Zwangsarbeit für die Mittelwerk GmbH leisten mussten.
Nachdem Stärfl am 4. April 1945 von Franz Hössler den Befehl erhalten hatte, das Außenlager Kleinbodungen zu evakuieren, verließen am 5. April 1945 610 Häftlinge unter der Leitung Stärfls und seines Stellvertreters Wilhelm Dörr sowie 45 SS-Männern das Außenlager. Ursprünglich lautete der Befehl, von Herzberg aus die Häftlinge mit der Eisenbahn zu transportieren. Aufgrund von Luftangriffen entschloss sich Stärfl jedoch, die Häftlinge auf einem Todesmarsch in das nächstgelegene Konzentrationslager Bergen-Belsen zu überführen. Am 10. April 1945, nachdem bereits einigen Häftlingen die Flucht geglückt war, geriet der Evakuierungstransport bei Groß Hehlen nördlich von Celle in ein Kampfgebiet. Während des Kampfgeschehens wurden vier bis fünf Häftlinge aufgrund von Fluchtversuchen und zu langsamen Marschtempo von Feldeinheiten erschossen. Am 11. April 1945 kam der Evakuierungstransport im KZ Bergen-Belsen mit 590 Häftlingen an.
Am 15. April 1945 wurde das KZ Bergen-Belsen durch britische Truppen befreit, die dort über 10.000 Tote und etwa 60.000 Überlebende vorfanden. Das SS-Lagerpersonal wurde dazu verpflichtet, alle Leichen abzutransportieren und in Massengräbern zu bestatten.
Danach wurde Stärfl verhaftet und durch britische Militärangehörige verhört. Im Bergen-Belsen-Prozess (17. September bis 17. November 1945) wurde er wegen seiner Verantwortung für den Todesmarsch angeklagt. Stärfl, der auf „nicht schuldig“ plädierte, wurde am 17. November 1945 schuldig gesprochen und ebenso wie Dörr zum Tode durch den Strang verurteilt. Der britische Henker Albert Pierrepoint vollstreckte die Urteile am 13. Dezember 1945 im Zuchthaus Hameln.